# 阿拉尤-拉伊特
阿拉尤-拉伊特（法語：Arrayou-Lahitte，法語發音：[aʁaju la.it]）是法国上比利牛斯省的一个市镇，属于阿热莱斯加佐斯特区。该市镇总面积4.81平方公里，2009年时的人口为96人。
该市镇于1965年由原市镇阿拉尤（Arrayou）和拉伊特埃兹昂格勒（Lahitte-ez-Angles）合并而成。

## 人口
阿拉尤-拉伊特人口变化图示